# George Hunt (veslač)
George Elwood Hunt mlajši, ameriški veslač, * 1. avgust 1916, † 3. september 1999.
Hunt je za ZDA nastopil na Poletnih olimpijskih igrah 1936 v Berlinu, kjer je v osmercu osvojil zlato medaljo.